# Першино (Ивняковское сельское поселение)
Першино — деревня Ивняковского сельского поселения Ярославского района Ярославской области.

## География
Деревня расположена в окружении сельскохозяйственных полей. Исходя из генерального плана в 600 метрах протекает ручей Першинский.

## История
В 2006 году деревня вошла в состав Ивняковского сельского поселения образованного в результате слияния Ивняковского и Бекреневского сельсоветов.

## Население
| 2007 | 2010 |
| ---- | ---- |
| 10   | ↘9   |

### Историческая численность населения
По состоянию на 1859 год в деревне было 37 домов и проживало 246 человек.
По состоянию на 1989 год в деревне проживало 33 человека.

### Национальный и гендерный состав
Согласно результатам переписи 2002 года, в национальной структуре населения русские составляли 100 % из 11 чел., из них 5 мужчин, 6 женщин.
Согласно результатам переписи 2010 года население составляют 4 мужчины и 5 женщин.

## Инфраструктура
Основа экономики — личное подсобное хозяйство. По состоянию на 2021 год большинство домов используется жителями для постоянного проживания и проживания в летний период. Вода добывается жителями из личных колодцев. Имеется таксофон (около дома №4).
Единственная улица — Центральная.
Почтовое отделение №150506, расположенное в деревне Бекренево, на март 2022 года обслуживает в деревне 31 дом.

## Транспорт
Въезд в деревню возможен с дороги Р-132 «Золотое кольцо» через деревню Зяблицы.